# Tommaso Conca
Tommaso Maria Conca (1734–1822) foi um pintor e desenhista italiano ativo principalmente em Roma.

## Biografia
Tommaso nasceu em Gaeta, um dos mais jovens de onze irmãos, filho de Giovanni Conca e Anna Laura Scarsella di Castro. Seu pai foi um pintor e primo do famoso Sebastiano Conca. Os dois introduziram Tommaso no estilo barroco. Em 1770, Tommaso entrou para a Accademia di San Luca, a guilda de pintores da cidade.
Entre 1775 e 1782, trabalhou para Marcantonio Borghese, pintando o teto de duas salas na renovada Galeria Borghese junto com Giovanni Battista Marchetti. Na "Sala del Sileno", acima de uma estátua romana de Sileno, Tommaso pintou cenas sobre sua vida com Baco e seus seguidores. Na "Sala Egizia", dedicada às esculturas egípcias, Tommaso pintou o Nilo, Cibele e outros corpos celestes decorando o espaço entre eles e falsos ídolos egípcios. Nas paredes, ele acrescentou oito cenas da religião egípcia e da vida de Marco Antônio e Cleópatra.
Entre 1782 e 1787, Conca pintou "Apolo e as Musas", um afresco na "Sala delle Muse", uma sala do Museu Pio-Clementino no Vaticano. Já no final da vida, ele completou um outro afresco, no Museu Chiaramonti, também no Vaticano, celebrando a devolução das obras que haviam sido tomadas durante a ocupação napoleônica de Roma.
Seguindo Anton Raphael Mengs, Tommaso mudou para o estilo neoclássico. Um de seus pupilos foi Camillo Guerra.